# Adolph Verschueren
Adolph Verschueren (ur. 10 czerwca 1922 w Deurne (obecnie dzielnica Antwerpii)  – zm. 30 kwietnia 2004 w Arendonk) – belgijski kolarz torowy i szosowy, trzykrotny torowy mistrz świata.

## Kariera
Pierwszy sukces w karierze Adolph Verschueren osiągnął w 1942 roku, kiedy wygrał belgijski Ronde van Vlaanderen w kategorii "niezależni". Zaraz po zakończeniu II wojny światowej Verschueren brał udział w wyścigach szosowych głównie na arenie krajowej, ale był też między innymi drugi w wyścigu Paryż-Roubaix w 1947, a w 1949 roku wygrał jeden z etapów Tour de Suisse. W 1952 roku wystartował na torowych mistrzostwach świata w Paryżu, gdzie zdobył złoty medal w wyścigu ze startu zatrzymanego zawodowców. Wynik ten powtórzył na mistrzostwach świata w Zurychu w 1953 roku oraz mistrzostwach w Kolonii w 1954 roku. Ponadto wielokrotnie zdobywał medale torowych mistrzostw kraju, w tym dziewięć złotych. Nigdy nie wystartował na igrzyskach olimpijskich.